# Trdnjava Akershus
Trdnjava Akershus (norveško Akershus Festning, izgovorjeno [ɑkəʂˈhʉːs ˈfɛ̂sːtnɪŋ]) ali grad Akershus (norveško Akershus slott [ɑkəʂˈhʉːs ˈslɔtː]) je srednjeveški grad v norveški prestolnici Oslo, ki je bila zgrajena za zaščito in zagotavljanje kraljeve rezidence v mestu. Od srednjega veka je bila trdnjava soimenjak in središče glavnega fevda in kasneje glavne grofije Akershus, ki je bila prvotno ena od štirih glavnih norveških regij in je vključevala večino vzhodne Norveške. Sama trdnjava je bila do leta 1919 znotraj glavnega okrožja Akershus, do leta 1842 pa tudi znotraj manjšega podokrožja Akershus.
Grad je bil uporabljen tudi kot vojaško oporišče, zapor in je trenutno začasni urad predsednika vlade Norveške.

## Gradnja
Ni natančno znano, kdaj se je grad začel graditi, vendar se domneva, da je to potekalo okoli poznih 1290-ih, s strani kralja Haakona V., ki je zamenjal Tønsberg kot enega od dveh najpomembnejših norveških gradov tega obdobja (drugi je bil Båhus). Zgrajen je bil kot odgovor na prejšnji napad norveškega plemiča, grofa Alva Erlingssona iz Sarpsborga, na Oslo, ki se je zgodil leta 1287. Po napadu je postalo jasno, da obstoječa obramba mesta ni bila učinkovita in zato je bilo potrebno močnejše obrambno središče.
Grad je v pisnih virih prvič omenjen leta 1300 v pismu kralja Haakona cerkvi v Oslu. Kako daleč je do takrat napredovala gradnja gradu, pa pismo ne omenja.
Trdnjava je uspešno prestala vsa obleganja, predvsem švedskih sil, vključno s tistimi, ki jih je leta 1716 vodil Karel XII. Švedski.

## Zgodovina in vojaška uporaba

### Srednji vek
Trdnjava je bila prvič uporabljena v bitkah leta 1308, ko jo je oblegal švedski vojvoda Eric Södermanlandski, čigar brat je osvojil švedski prestol leta 1309. Obleganje je na koncu prebila lokalna norveška vojska v bitki. (Ta bitka je glavni del zapleta zgodovinskega romana Sigrid Undset V divjini, tretjega zvezka njene tetralogije Mojster Hestvikena.)

### Renesansa in Dansko-Norveška
V letih 1449-1450 je bil grad ponovno oblegan, tokrat s strani švedskega kralja Karla Knutssona Bondeja, ki pa je moral čez nekaj časa prekiniti obleganje. Grad je bil znova oblegan šele leta 1502, ko so ga škotski vojaki v službi danskega kralja oblegali, da bi ga ponovno pridobili iz rok norveškega plemiča Knuta Alvssona.
Leta 1523 so Akershus znova oblegali, tokrat s strani švedskih vojakov, vendar so prebivalci Osla po ukazu Hansa Muleja požgali svoje hiše, da bi jih pregnali, in Švedi so se po kratkem času umaknili. Kralj Kristijan II. Danski je oblegal grad od 1531 do 1532, vendar so obleganje odpravile sile iz Danske in Lübecka. Po tem obleganju so grad izboljšali in utrdili.
Leta 1567, med severno sedemletno vojno, so grad ponovno oblegale švedske sile, vendar se je lordporočnik danskega kralja, Christen Munk, odzval s požganjem mesta, da bi napadalce same prikrajšal za oskrbo.  Na koncu so se Švedi umaknili.
Neposredna bližina morja je bila ključna značilnost, saj je bila pomorska sila pomembna vojaška sila, saj je večina norveške trgovine v tem obdobju potekala po morju. Trdnjava je bila strateško pomembna za prestolnico in s tem tudi za Norveško. Kdor je nadzoroval trdnjavo Akershus, je vladal Norveški.

### Druga svetovna vojna
Trdnjavo še nikoli ni uspešno oblegal tuji sovražnik. Vendar se je brez boja predala nacistični Nemčiji leta 1940, ko je norveška vlada evakuirala prestolnico zaradi neizzvanega nemškega napada na Dansko in Norveško (glej operacijo Weserübung).
Med drugo svetovno vojno so nemški okupatorji tu ubijali ljudi, med njimi tudi člane skupine Pelle. Trdnjava je bila osvobojena 11. maja 1945, ko je bila predana Terjeju Rollemu v imenu norveškega odporniškega gibanja. Po vojni je bilo na trdnjavi usmrčenih tudi osem norveških izdajalcev, ki so bili obsojeni zaradi vojnih zločinov in obsojeni na smrt. Med usmrčenimi sta bila Vidkun Quisling in Siegfried Fehmer.

## Kraljeva rezidenca

### V srednjem veku
Ko je bila gradnja gradu končana okoli leta 1300, je Haakon V. postopoma začel uporabljati grad kot rezidenčno palačo, pri čemer je dal prednost posestvu Oslo Kongsgard kljub dejstvu, da grad verjetno ni bil primeren za rezidenco. Grad, ki je postal kraljeva rezidenca, je imel pomembno vlogo tudi v procesu selitve glavnega mesta Norveške iz Bergna v Oslo. Več pomembnih osebnosti iz norveškega srednjega veka, vključno Haakon IV., kraljico Evfemija, Ingeborg Eriksdottir in kraljica Margareta, je prebivalo v gradu, ki je več desetletij deloval kot uradna norveška kraljeva rezidenca. Na gradu se je leta 1370 rodil zadnji norveški kralj pred ustanovitvijo Kalmarske unije Olaf II. Danski

### Obnova in palača
Po velikem požaru leta 1624 se je kralj Kristijan IV. Danski odločil, da preseli in obnovi celotno mesto Oslo. Kralj je ukazal, da mora biti novo mesto bližje trdnjavi Akershus, in mesto preimenoval v Christiania. Trdnjavo so kasneje posodobili in preoblikovali, tako da je dobila novo podobo renesančnega gradu z italijanskimi bastijoni. Grad je do preloma v 19. stoletje deloval predvsem kot palača, sčasoma pa so bili dodani novi stolpi, dvorane, sobe in vrata.
Ko je bil kralj odsoten, je grad deloval kot sedež oskrbnika Norveške.

## Zapor
Akershus je bil tudi zapor, njegov del pa je znan kot Suženjstvo (norveško Slaveriet), ker so zapornike lahko najemali za delo v mestu. Skozi norveško zgodovino je v njem živelo veliko upornikov in kriminalcev. Posebno znani ljudje, ki so bili tam zaprti, so avtor Gjest Baardsen (1791–1849) in podobno idealiziran tat Ole Høiland. Tudi številni zgodnji norveški socialisti (podporniki Marcusa Thranea, 1817–1890) so prav tako preživeli čas v celicah Akershusa. Zapor je bil tudi element zapleta v filmu Fante-Anne (1920).

### Uporniški uporniki v Kautokeinu
Po uporu Laestadskih Samajev leta 1852 v Guovdageaidnu so vsi moški razen dveh voditeljev Aslaka Hætte in Monsa Sombyja (ki sta bila obglavljena v Alti) končali v trdnjavi Akershus – ženske so bile zaprte v Trondheimu. Številni uporniki so umrli po nekaj letih v ujetništvu. Med preživelimi je bil Lars Hætta (18 let v času zapora), ki je med bivanjem dobil čas in sredstva, da je napisal prvi prevod Svetega pisma v severni samijščini.

## Trenutna uporaba
Čeprav je še vedno vojaško območje, je trdnjava Akershus odprta za javnost vsak dan med 6:00 in 21:00. Poleg gradu se lahko obišče tudi muzej norveških oboroženih sil in norveški muzej upora. Norveško ministrstvo za obrambo in državni obrambni štab Norveške si delita skupen sodoben sedež v vzhodnem delu trdnjave. Za varovanje trdnjave je odgovorna kraljeva garda njegovega veličanstva, ki ima stacionarne stražarske postojanke med odprtimi urami in mobilne patrulje ponoči. Eno od stacionarnih stražarskih mest na vhodu je priljubljena točka za fotografiranje turistov, ki obiščejo trdnjavo.

### Kraljevi mavzolej
Kraljevi mavzolej v gradu je zadnje počivališče številnih norveških kraljevih osebnosti. To vključuje kralja Sigurda I., kralja Haakona V., kraljico Eufemijo, kralja Haakona VII., kraljico Maud, kralja Olava V. in prestolonaslednico Märtho. Od obnove glavne stavbe je bil grad pogosto uporabljen kot prizorišče uradnih dogodkov in večerij za visoke goste in voditelje tujih držav.

### Urad predsednika vlade
Po napadih 22. julija 2011 se urad norveškega predsednika vlade nahaja v bližini trdnjave v stavbi, ki je prvotno pripadala norveškemu ministrstvu za obrambo.

### Posnemanje
Walt Disney World v Bay Lakeu na Floridi, tik pred Orlandom v Združenih državah, posnema del trdnjave v norveškem paviljonu v tematskem parku Epcot. V nadaljnjem sklicevanju na Akershusovo kraljevo zgodovino je v kopiji Epcota tudi restavracija z liki Disneyjeve princese, imenovana Akershus Royal Banket Hall, ki streže tudi nekaj norveških jedi.

## Galerija
- Trdnjava točno sredi pristanišča Oslo
- Znotraj gradu Akershus
- Znotraj cerkve gradu Akershus
- Trdnjava Akershus
- Trdnjava Akershus, pogled z zahoda
- Vrata orožarne
- Panorama gradu Akershus z obale
- Dvorana Olava V
- Dvorišče s pogledom na ribnik Karpedammen
- Pogled proti zahodu od Michael von Sundts Plassa
- Oklep v trdnjavi Akershus

## Muzeji v trdnjavi Akershus
- Muzej oboroženih sil je glavni muzej v nadgradnji Muzeja oboroženih sil Norveške. Muzej je nastal leta 1946, ko sta se združila nekdanja vojaška muzeja, Artilerijski (ustanovljen 1860) in Intendantski muzej (ustanovljen 1928).
- Norveški muzej upora znan tudi kot Norveški domovinski muzej. Muzejska zbirka se osredotoča na norveški odpor med okupacijo Norveške s strani nacistične Nemčije od 1940 do 1945. Muzej prikazuje opremo, fotografije in dokumente iz vojnih let.
- Muzej zaporov v trdnjavi Akershus[14]